# Young Avengers
Young Avengers é o título de duas séries de revistas em quadrinhos americanas publicadas pela Marvel Comics. A primeira teve treze edições (doze edições regulares e um Young Avengers Special) e foi publicada originalmente entre 2005 e 2006. Essa primeira série introduziu o grupo de personagens denominado "Jovens Vingadores", criados por Allan Heinberg e Jim Cheung, responsáveis, respectivamente, pelos roteiros e pela arte da série. O trabalho de Heinberg e Cheung foi amplamente aclamado pela crítica, tendo a série original sido indicada ao Eisner Awards nas categorias "Melhor Nova Série" em 2006 e "Melhor Série" em 2007 A série ganharia o Harvey Awards na categoria "Melhor Nova Série" em 2006, mesmo ano em que seria vencedora do GLAAD Media Awards na categoria "Revista em Quadrinhos".
Após a conclusão desse primeiro volume, os personagens continuariam a aparecer em várias minisséries diferentes entre 2006 e 2009, incluindo Civil War: Young Avengers/Runaways e Secret Invasion: Runaways/Young Avengers, com os personagens da série "Fugitivos" como co-protagonistas. Em 2010, Cheung e Heinberg produziriam uma segunda história envolvendo os personagens na minissérie Avengers: The Children's Crusade e em 2013 uma nova série intitulada Young Avengers começaria a ser publicada pela editora. Escrita por Kieron Gillen e ilustrada por Jamie McKelvie, essa segunda série teve quinze edições e também venceria o GLAAD pela representação positiva de seus personagens homossexuais.